# Институт Ваджра Йогини

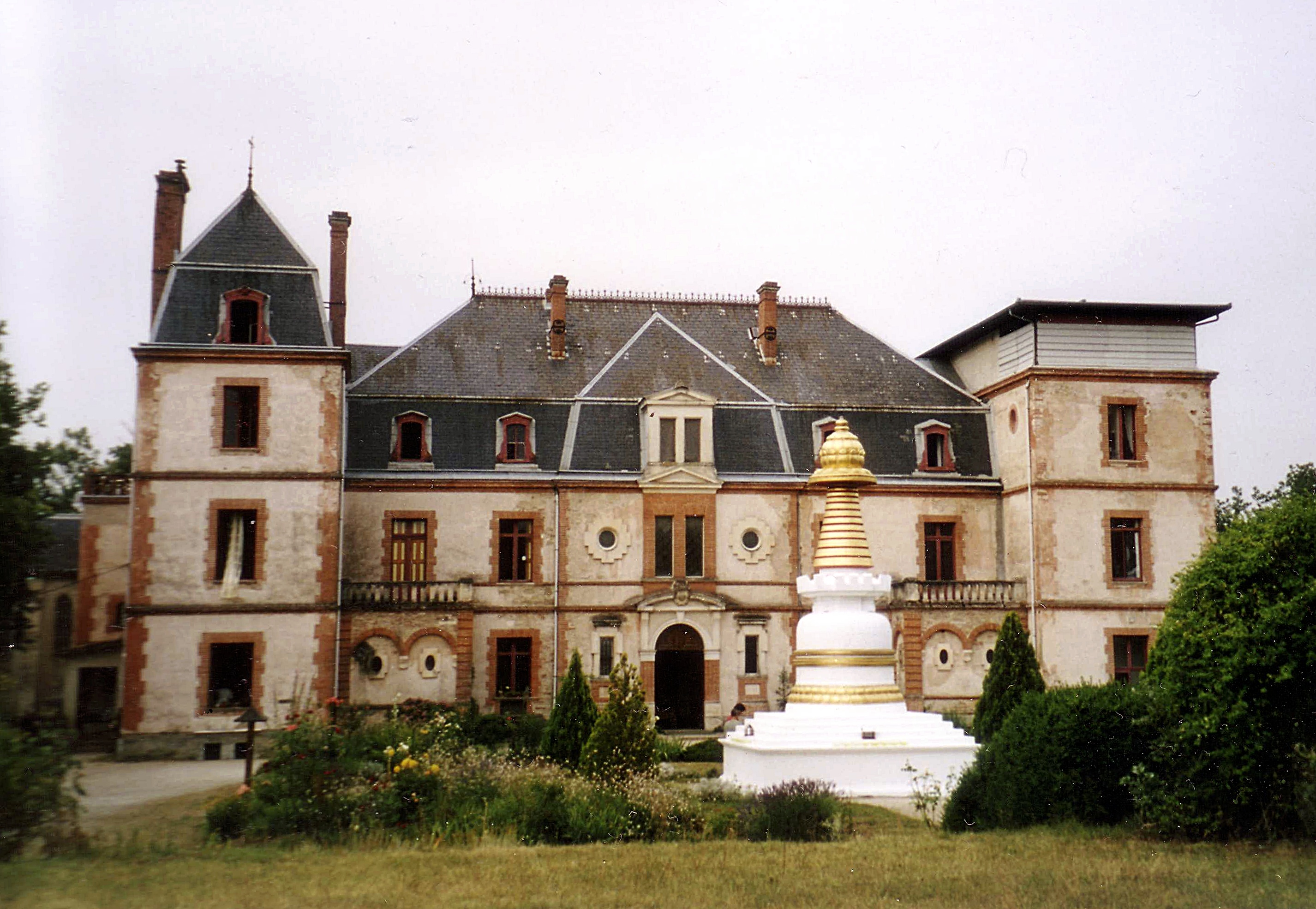
Институт Ваджра Йогини и ступа традиции Кадампа

Институт Ваджра Йогини (фр. L'Institut Vajra Yoginī) — во Франции буддийский центр традиции гелуг под эгидой международного Фонда поддержания махаянской традиции, руководимого ламой Сопа Ринпоче. Расположен в замке Château d’en Clausade в департаменте Тарн по адресу Institut Vajra Yogini, En Clausade, 81500 Marzens, France, 43°41′13″ с. ш. 1°49′43″ в. д..
В шести километрах езды от него расположен строящийся Монастырь Наланда (фр. Monastère Nalanda).